# Embia ramosa
Embia ramosa is een insectensoort uit de familie Embiidae, die tot de orde webspinners (Embioptera) behoort. De soort komt voor in Mozambique.
Embia ramosa is voor het eerst wetenschappelijk beschreven door Navás in 1923.